# Harriët Duurvoort
Harriët Duurvoort (Amsterdam, 21 mei 1969) is een Nederlandse journalist, schrijver en columnist voor onder andere de Libelle en de Volkskrant.

## Biografie
De moeder van Duurvoort werd geboren in 1928 en is het biologische kind van een Afro-Amerikaanse man (een jazzmuzikant) en een Friese vrouw. Ze werd geadopteerd door een gereformeerd Schevenings echtpaar; de eerste interraciale adoptie in Nederland. De vader van Duurvoort komt uit Suriname en is een neef van Desi Bouterse.
Harriët Duurvoort studeerde rechten aan de Universiteit van Amsterdam. Ze kwam in 1993 per toeval in de journalistiek terecht toen de VPRO mensen zocht voor het tv-programma Marco Polo (1995-1996), een elfdelige serie reportages over de multiculturele bewoners van de Amsterdamse wijken Bos en Lommer en De Baarsjes. Anil Ramdas gaf haar naam door aan Peter van Ingen, de eindredacteur van dat programma.
Ze schreef het boek Het groeiend monument (1996) voor de Stichting Beheer Het Groeiend Monument die het monument ter nagedachtenis aan de Bijlmerramp van 4 oktober 1992 beheert. Voor het Instituut voor Taalonderwijs en Taalonderzoek aan Anderstaligen (ITTA) van de Universiteit van Amsterdam schreef ze Nooit meer taal apart: 15 jaar ITTA (2002).
Duurvoort is oprichter van de tijdschriften Generation Now! en RôOF Magazine. Ze heeft in Rotterdam een communicatiebureau en ontwikkelt van daaruit mediaproducties. Sinds 2012 is ze columnist bij de Volkskrant, waarin ze vaak schrijft over de multiculturele samenleving en over haar zoon.
Haar column over Karin van Opstal, een slachtoffer van het kinderopvangtoeslagenschandaal, leidde in september 2021 tot Kamervragen.
Haar boek De dochter - Herinneringen aan anders zijn, een biografie van haar moeder, verscheen in januari 2025.

## Persoonlijk
Duurvoort woont in Rotterdam met haar zoon, die een verstandelijke beperking en autisme heeft.

### Bestseller 60
| Boeken met noteringen in de Nederlandse Bestseller 60 | Jaar van verschijnen | Datum van binnenkomst | Hoogste positie | Aantal weken | Opmerkingen |
| ----------------------------------------------------- | -------------------- | --------------------- | --------------- | ------------ | ----------- |
| De dochter                                            | 2025                 | 15-01-2025            | 20              | 2            |             |